# Matt Williams (hokeista)
Matt Williams, właśc. Matthew Williams (ur. 1 sierpnia 1989 w Kitchener, Ontario) – kanadyjski hokeista pochodzenia polskiego.
Posiada polskie obywatelstwo. Syn Paula i Anne, ma dwie siostry. Jego kuzyn Zenon Konopka (ur. 1981) również ma polskie pochodzenie i został także hokeistą.

## Kariera
- Powell River Kings (2007-2008)
- Grande Prairie Storm (2008-2010)
- Niagara Purple Eagles (2010-2014)
- Brampton Beast (2014)
- Ciarko PBS Bank KH Sanok (2014-2015)

Występował w kanadyjskich juniorskich rozgrywkach British Columbia Hockey League (BCHL) i Alberta Junior Hockey League (AJHL), a od 2010 do 2014 przez cztery sezony w amerykańskiej lidze akademickiej NCAA w barwach drużyny Niagara Purple Eagles z katolickiej uczelni Niagara University z siedzibą w Lewiston w stanie Nowy Jork w hrabstwie Niagara. Pod koniec sezonu 2013/2014 występował w drużynie w lidze CHL. Od lipca 2014 zawodnik polskiego klubu Ciarko PBS Bank KH Sanok w rozgrywkach PHL. Po sezonie 2014/2015 odszedł z klubu.

## Sukcesy
Klubowe
- Mistrzostwo AJHL: 2009 z Grande Prairie Storm
- Mistrzostwo w sezonie regularnym Atlantic Hockey (AHA): 2013 z Niagara Purple Eagles
- Finał Pucharu Polski: 2014 z Ciarko PBS Bank KH Sanok

Indywidualne
- Polska Hokej Liga (2014/2015):
  - Piąte miejsce w klasyfikacji asystentów wśród obrońców w sezonie zasadniczym: 19 asyst
  - Piąte miejsce w klasyfikacji asystentów wśród obrońców w sezonie zasadniczym: 24 punkty